# 5348 Kennoguchi
Az 5348 Kennoguchi 1988 BB a Naprendszer kisbolygóövében található aszteroida. Kojima, T. fedezte fel 1988. január 16-án.